# Muscle corrugateur du sourcil

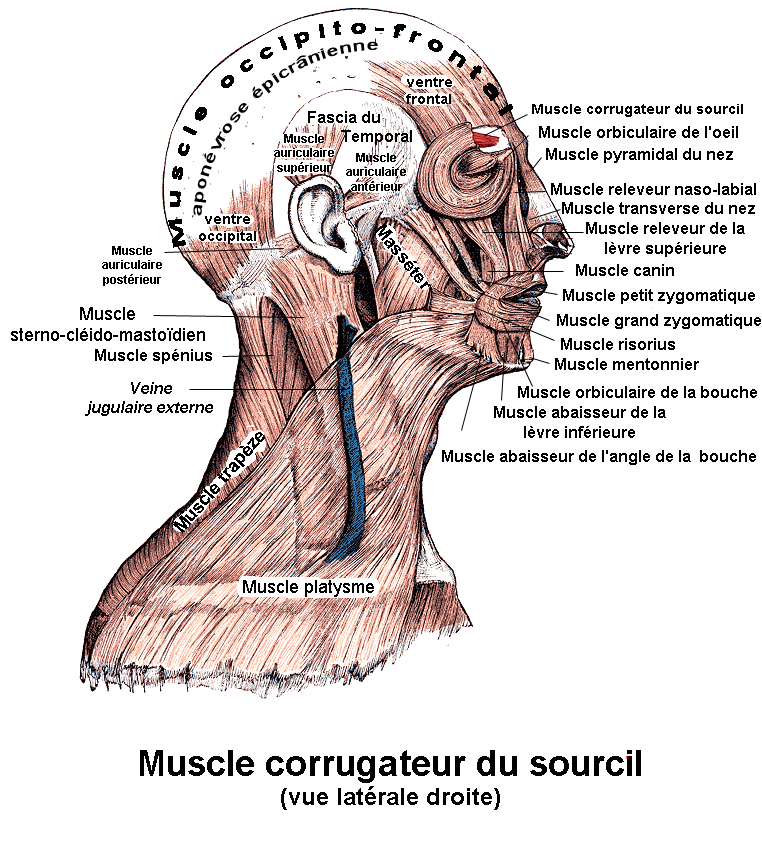
Muscle corrugateur du sourcil (en rouge) ; la partie supéro-interne du muscle orbiculaire de l'œil a été dégagée pour faire apparaître le muscle.

Le muscle corrugateur du sourcil (Musculus corrugator supercilii en latin) ou muscle sourcilier est un petit muscle facial et cutané pair, charnu situé le long de l'arcade sourcilière

## Description
Le muscle corrugateur du sourcil forme un petit muscle arciforme à concavité inférieure.

## Origine
Le muscle corrugateur du sourcil naît par un, deux ou trois faisceaux de la partie interne de l'arcade sourcilière de l'os frontal.

## Trajet
Le muscle corrugateur du sourcil forme une languette charnue, étroite, assez épaisse qui se dirige en haut et en dehors en décrivant une légère courbe à concavité inférieure.Terminaison

## Terminaison
Le muscle corrugateur du sourcil s'achève dans la partie postérieure du muscle orbiculaire de l'œil au niveau de la partie moyenne de l'arcade sourcilière.

## Innervation
Il est innervé par un rameau temporo-facial du nerf facial.

## Action
Il fronce le sourcil en l'amenant en bas et en dedans aussi est-il parfois surnommé le « muscle de la tristesse ».

## Rapports
Il est recouvert par les muscles pyramidal du nez, orbiculaire de l'œil et occipito-frontal.

## Galerie

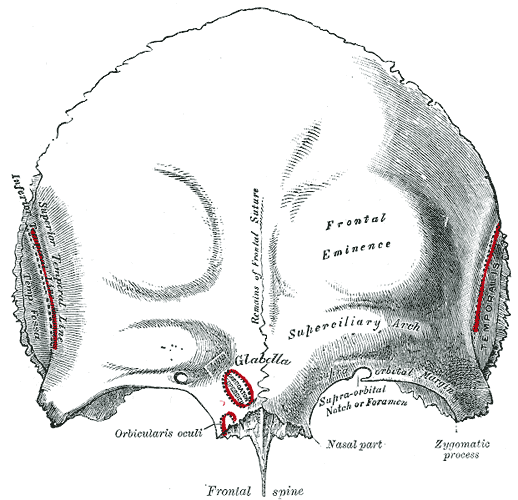